# 제5회 가톨릭영화제
제5회 가톨릭영화제는 2018년 10월 25일에 열린 시상식이다.

## 수상 및 후보

### 대상
- 눈물 - 오성호 수상

### 우수상
- 그 여름에 봄 - 황다슬 수상

### 장려상
- 시체들의 아침 - 이승주 수상
- 자유연기 - 김도영 수상
- 5월 14일 - 부은주 수상

### 관객상
- 터치 - 이미지 수상

### 스텔라상
- 시체들의 아침 - 강길우 수상

### CaFF초이스 장편
- 내가 돌아갈 곳 - 아키오 후지모토
- 수파 모도 - 리카리온 와이나이나
- 리틀갓 - 제오 베이비
- 의대생들 - 애런 그리어 외 1명
- 어둠 속의 자유 - 야첵 루신스키
- 신원불상 - 바히드 잘릴반드
- 오키나와 블루 - 키시모토 츠카사
- 또 다른 벽 - 파우 오르티즈
- 엄마의 공책 - 김성호
- 바람과 함께 걷다 - 프라빈 모르칼레

### CaFF초이스 단편
- 메카를 향하여 - 얀-에릭 맥
- 도망 - 조용환
- 커퓨 - 숀 크리스틴슨
- 우리 엄마 - 수지 싱어 카터
- 보보 할머니 - 로빈 안델핑거
- 디엔 비엔 푸 - 이민우
- 유어 웰컴 - 레베카 파니안
- 올 오브 어스 - 카티야 벤라트

### CaFF애니메이션 장편
- 플로이 - 아르니 올라푸르 아스게이르손

### CaFF애니메이션 단편
- 결국 우리는 인간입니다 - 얀 미카
- 작은 고슴도치 - 마저리 콥
- 황금 거북이 - 셀리아 티세랑
- 모기 뾰족이 - 마리아 슈타인메츠
- 조이와 헤론 - 키라 부쇼 외 1명
- 조나스와 바다 - 마를리스 반 더 웰
- 벙어리 장갑 - 클레멘타인 로박
- 눈사람 찰리 - 페트르 보디카
- 칼 - 찰리 아우프로이
- 코끼리와 자전거 - 올리시아 슈츠키나
- 달걀소년 오드 - 크리스틴 울세스
- 레인보우 - 강희경
- 응답 - 케이티 왕
- 붉은 실 - 토릴 코브
- 집 잃은 이들을 위한 시 - 모니카 망가넬리
- 시소 - 차유경
- 위대한 이야기 - 케빈 데영

### CaFF단편경쟁
- 5월 14일 - 부은주
- 성인식 - 오정민
- 시체들의 아침 - 이승주
- 귀로 - 이승규
- 쿠마리: 거룩한 이름 - 임솔잎
- 자유연기 - 김도영
- 병훈의 하루 - 이희준
- 희한한 시대 - 이은비
- 미나 - 박우건
- 초봄 - 박관욱
- 눈물 - 오성호
- 터치 - 이미지
- 그 여름에 봄 - 황다슬

### CaFF클래식
- 멋진 인생 - 프랭크 카프라
- 사랑의 기적 - 페니 마샬

### CaFF특별전
- 포르투나 - 제르미날 로우스
- 비스밀라 - 알레산드로 그란데
- 무모한 형제 - 아흐마드 살레
- 꽃피는 편지 - 강희진
- 마더 프란치스카 사베리아 카브리니 - 루시아 마우로

### 메이드 인 가톨릭
- 컴 앤 씨 - 셀리나 더 마이어르
- 진짜 용덕 - 하신아